# Veenfluweelzweefvlieg
De veenfluweelzweefvlieg (Parhelophilus consimilis) is een vliegensoort uit de familie van de zweefvliegen (Syrphidae). De wetenschappelijke naam van de soort is voor het eerst geldig gepubliceerd in 1863 door Malm.